# Yakup Kılıç
Yakup Kılıç (ur. 13 lipca 1986 w Elazığ) – turecki bokser kategorii piórkowej. Na Letnich Igrzyskach Olimpijskich w Pekinie w 2008 roku zdobył brązowy medal.
W 2007 roku na Mistrzostwach Świata wywalczył brązowy medal, co dało mu kwalifikację olimpijską. Podczas Igrzysk Śródziemnomorskich w 2005 roku również zajął trzecie miejsce.

## Wyniki na Igrzyskach Olimpijskich
LIO 2008
| Konkurencja   | Runda pierwsza | Runda druga             | Ćwierćfinały             | Półfinały                | Finał                          | Klas. końcowa |
| Konkurencja   | Runda pierwsza | Runda druga             | Ćwierćfinały             | Półfinały                | Finał                          | Miejsce       |
| ------------- | -------------- | ----------------------- | ------------------------ | ------------------------ | ------------------------------ | ------------- |
| waga piórkowa | Walkower W     | Satoshi Shimizu (JPN) W | Abdelkader Chadi (DZA) W | Wasyl Łomaczenko (UKR) L | → Odpadł z dalszej rywalizacji | 3.            |